# Solarcamp

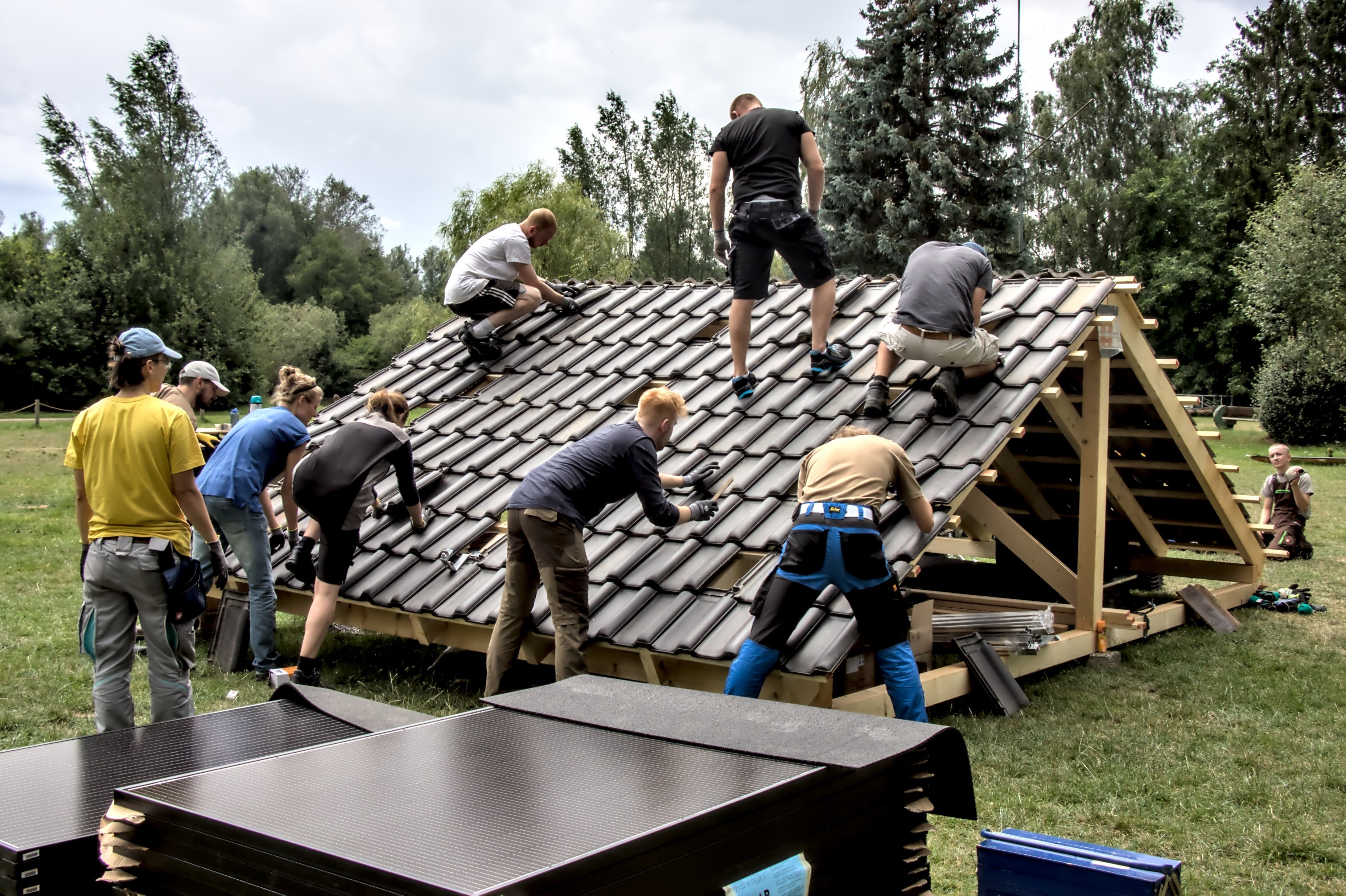
Solarcamp-Teilnehmer im Training

Ein Solarcamp ist ein etwa zweiwöchiges Veranstaltungsformat im Stile eines Ferienlagers, das der Qualifikation von Hilfskräften zur Installation und Montage von Photovoltaik dient.

## Geschichte
Seit den frühen 2000er-Jahren finden sich vermehrt Beispiele für Stakeholder-übergreifende Solarinstallation und entsprechende Schulungen, z. B. im Rahmen der Quartiersentwicklung, Jugendhilfe und bürgerschaftlichem Engagement (Spanien, Ungarn, USA, Solar Village in Portugal, Niederlande). In der Schweiz lädt Greenpeace jährlich Mitglieder zum Internationalen Solarcamp ein und führt mit Kommunen und Dritten das Jugendsolarprojekt durch, über das zwischen 1998 und 2008 etwa 160 Solaranlagen, sowie 2010 die größte Dachanlage des Landes installiert wurden. Mehrere Kantone fördern die Initiative.
Im Zuge der Diskussion um den möglichen Hilfs- und Fachkräftemangel für die Energiewende widerfährt dem Konzept eine Professionalisierung und vermehrte Aufmerksamkeit. Das erste Solarcamp des im deutschsprachigen Raum aktiven Bündnisses Solarcamp for Future fand 2022 in Hötzum bei Braunschweig statt. Ein Berliner Ableger erhielt für die Zusammenarbeit mit einer berufsbildenden Schule und lokalem Handwerk 2024 den Sonderpreis des Landeswettbewerbs Berliner Klima Schulen.

## Konzept
Solarcamps dienen der Vermittlung grundlegender Kenntnisse um Hilfstätigkeiten bei der Montage von Solaranlagen auf Dächern, aber auch sogenannten Balkonkraftwerken. Dies geschieht in der Regel auf geeigneten Grundstücken, die neben technischen Voraussetzungen die Unterbringung in Zelten im Stile eines Festivals ermöglichen. Damit soll unter anderem die Energiewende beschleunigt und einem möglichen Fachkräftemangel von Solarmonteuren, Elektrofachkräften, Planungsingenieuren und nachgeordneten Hilfs- und Fachkräften vorgebeugt werden, der bis 2035 deutschlandweit etwa einer Viertelmillion Vollzeitäquivalenten entsprechen soll.

## Ablauf

### Lehrinhalte

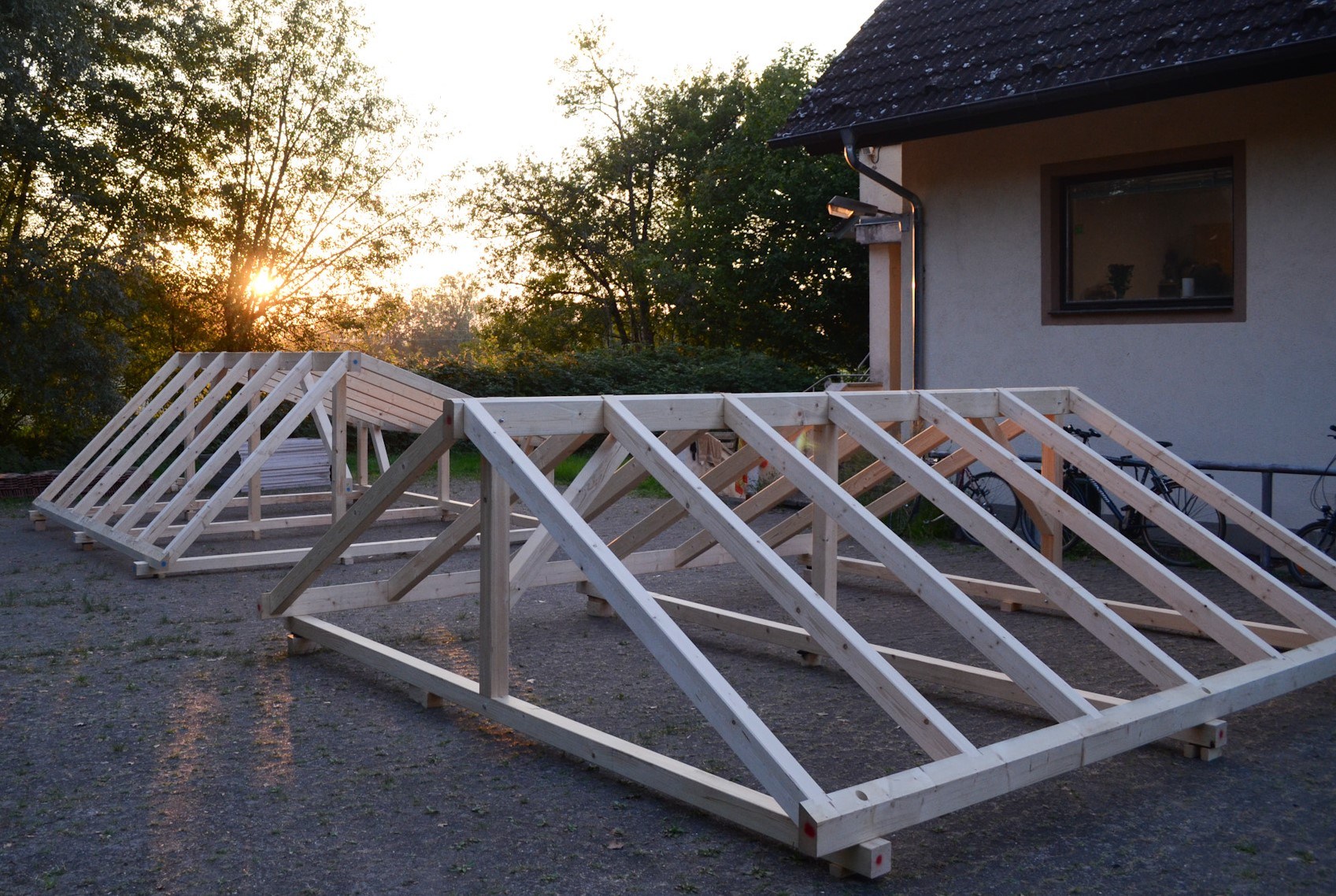
Dachstühle in Bodennähe als Übungsflächen

Innerhalb von ein bis zwei Wochen erhalten die Teilnehmenden einen Überblick über Grundlagen von Solaranlagen und deren mechanischer Installation auf unterschiedlichen Dachtypen. Dazu gehört der Umgang mit entsprechenden Werkzeugen, die Einführung in Verbindungstechnologien sowie grundlegende Werkstoffkenntnisse. Neben der mechanischen Befähigung ist auch die Vermittlung elektrotechnischer Grundkenntnisse vorgesehen, sodass im Rahmen der Solarcamps die Prüfung zur Elektrotechnisch unterwiesenen Person (EuP) oder Elektrofachkraft für festgelegte Tätigkeiten (EFKffT) erfolgen kann. Damit können Absolventen Montagetätigkeiten und spannungsfreie Steckverbindungen an Solarpanelen (DC-seitig, vor Netzanschluss) vornehmen, sodass diese als Hilfskräfte zur Zuarbeit für qualifizierte Fachkräfte mit Berufsabschluss (Vorarbeiter, Elektrotechniker, Planungsingenieure) verortet werden können. Als Abschluss der Solarcamps erfolgt in der Regel die Mithilfe bei einem realen Projekt oder Betriebspraktika bei mitveranstaltenden Unternehmen.

### Durchführung

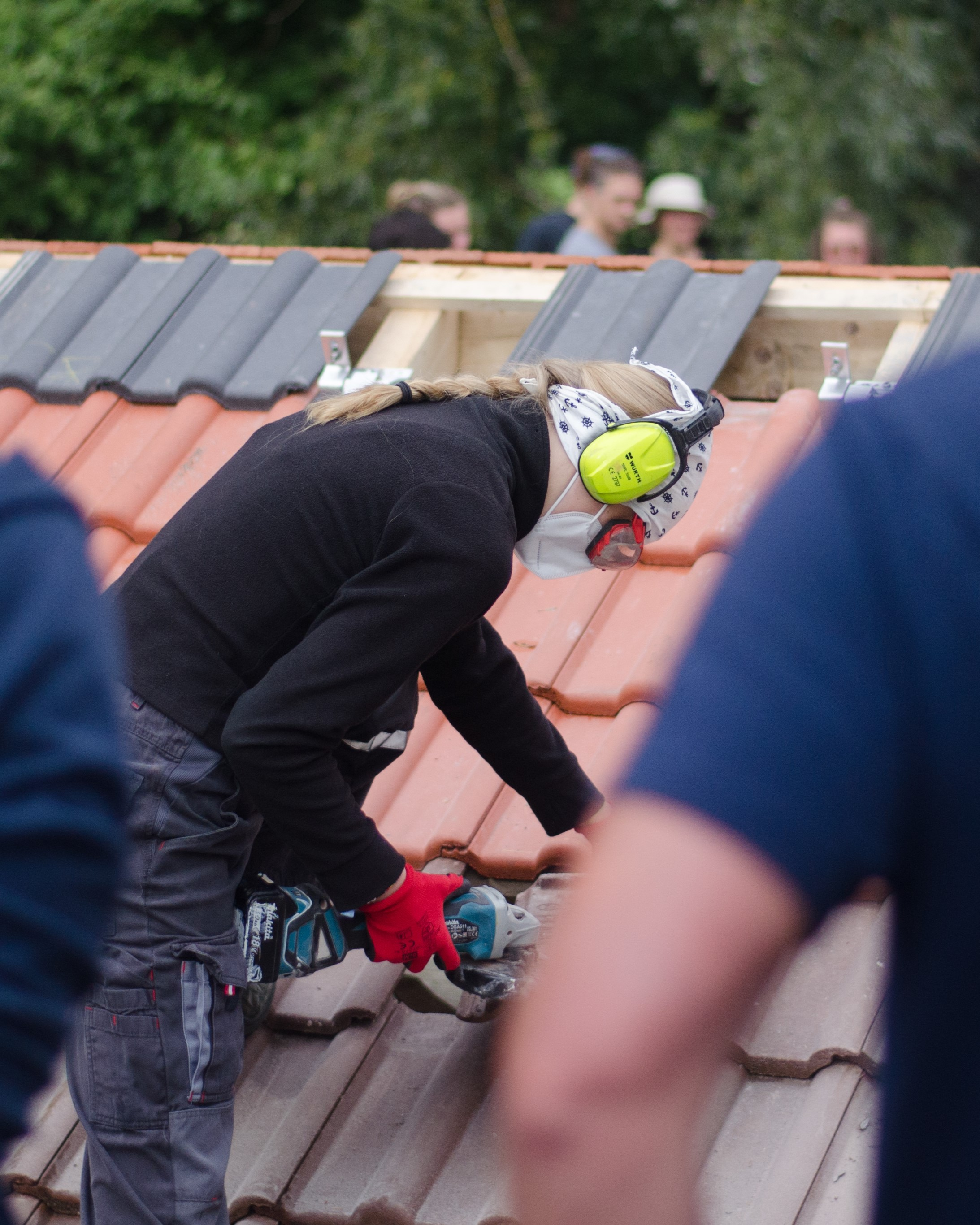
Setzen von Ankerpunkten eines Anlagengestells unter Aufsicht

Die Durchführung von Solarcamps erfolgt auf Anstoß lokaler Bündnisse engagierter Einzelpersonen, Zivilgesellschaft oder öffentlicher wie privater Einrichtungen. Als Partner arbeiten beispielsweise Energieversorger, Stadtwerke, Bürgerenergiegenossenschaften, Branchenverbände (z. B. VDE), IHK und Handwerkskammern, -betriebe und kleine und mittelständische Unternehmen (KMU), Kommunen, Nachbarschaftsvereine, Oberstufenzentren und Berufsschulen, weitere Schultypen, Hersteller (z. B. SMA Solar Technology), Zivilgesellschaft und Zulieferer zusammen.

Lehrinhalte, praktische Übungen und Prüfungen werden ortsabhängig durch Einzelpersonen, lokale Betriebe oder Referenten von Branchenverbänden übernommen. Abhängig vom Veranstalterbündnis wird die Teilnahme kostenfrei oder gegen anteiligen Beitrag zu Verpflegung, Prüfungs- und Materialkosten angeboten.

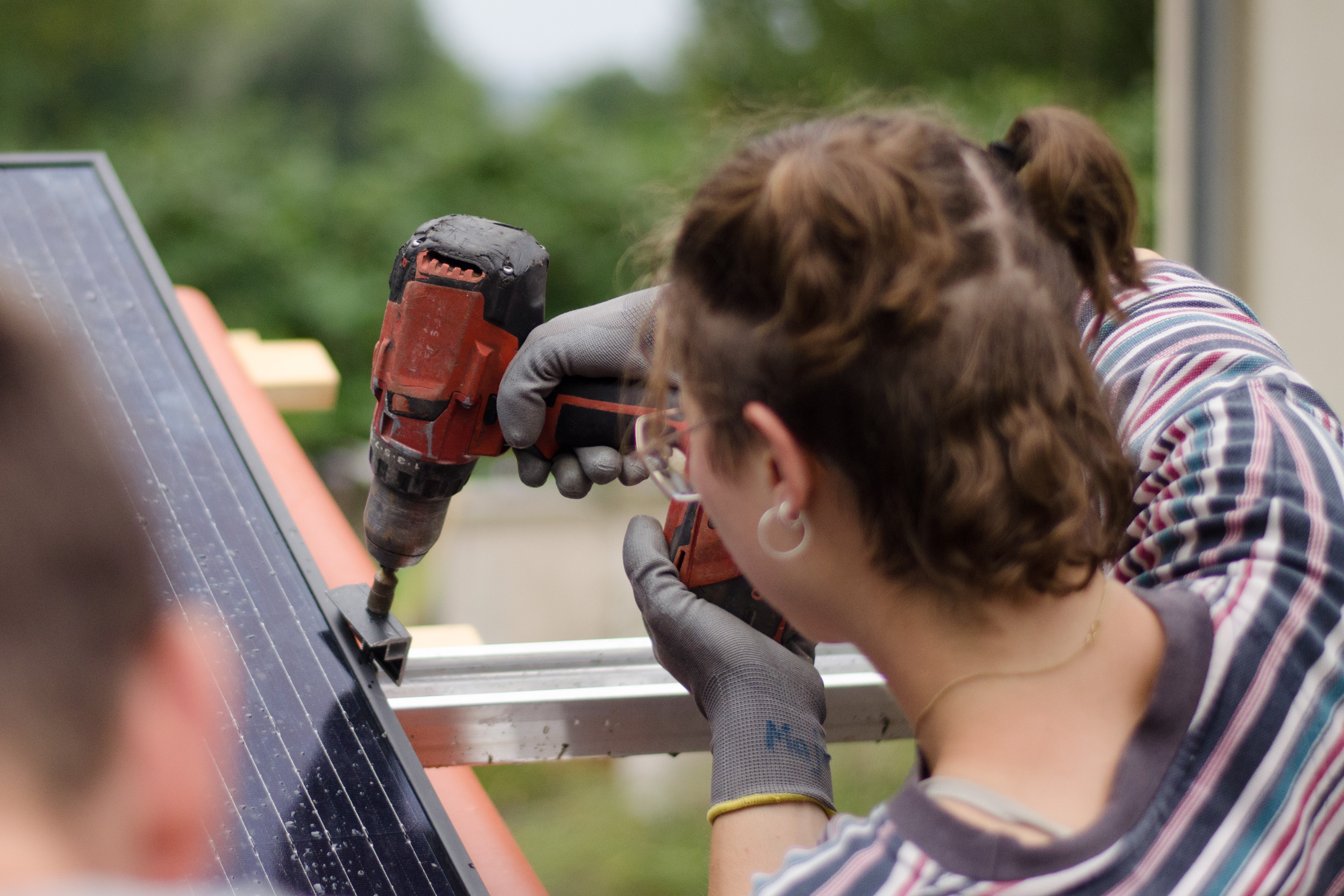
Befestigung eines Solarpanels auf einer Profilschiene

## Zielgruppen und Nutzen
Solarcamps richten sich an breites Altersspektrum, zum Teil ist von einem Fokus auf Heranwachsende und junge Erwachsene zwischen 16 und 35 Jahren die Rede. Neben Schulabbrechern, Absolventen und Quereinsteigern sind Arbeitssuchende, Migranten und Teilzeitbeschäftigte Zielgruppe von Solarcamps, die für die Hilfstätigkeiten in der Branche, aber auch anschließenden Ausbildungen und Beschäftigung im Handwerk und der MINT-Branche begeistert werden sollen. Zum Teil werden auch explizit an ehrenamtlichem Engagement Interessierte, Mitglieder von Energiegenossenschaften und bisher im Handwerk unterrepräsentierte Gruppen wie Frauen und FLINTA* angesprochen.

## Medien

### Filme
- „Solar Camp“ – Intensivkurs für Photovoltaik-Hilfskräfte, Hessenschau, 25. Juli 2023, 3 Minuten. Online verfügbar